# Панкратов, Станислав Александрович
Станисла́в Алекса́ндрович Панкра́тов (23 мая 1935, Конаково, Калининская область — 10 апреля 2005, Петрозаводск) — советский, российский прозаик, драматург, переводчик, Заслуженный работник культуры Карельской АССР (1985).

## Биография
Отец — Александр Григорьевич Панкратов,партийный работник, мать — Зинаида Александровна Панкратова, библиотекарь. Среднюю школу окончил в 1952 году в городе Печоры. Учился на историко-филологическом факультете Тартуского государственного университета.
Призван в Советскую армию, служил радистом на Северном флоте, первые очерки вышли во флотской газете.
С 1957 года, после демобилизации, работал в Североморске в редакциях газет «На страже Заполярья», «Комсомолец Заполярья», сотрудником Мурманского книжного издательства.
С 1963 года проживал в Петрозаводске. Член Союза писателей СССР с 1968 года.
В 2000—2005 годах — главный редактор журнала «Север».
Известен как драматург, автор пьес «Закон дороги» (1976), «Время действия» (1983), «Исповедь» (1984).
Занимался художественными переводами с языков коми, чувашского, саамского, карельского.
Похоронен на острове Кижи в Онежском озере.

## Произведения
- Мой Север: Очерк, рассказы. — Мурманск, 1961. — 72 с.
- Солнечный ветер: Очерки. — Мурманск, 1963. — 160 с., ил.
- Не споткнись о Полярный круг: Очерки. — Петрозаводск, 1965. — 180 с.
- Вахрушев: Повести. — М.: Молодая гвардия, 1967. — 333 с.
- Три ступеньки в траве: Повести и этюды. — М., 1970. — 208 с.
- В стране озёр, лесов и водопадов. — М., 1972. — 174 с., ил.
- Четыре повести. — Петрозаводск, 1975. — 386 с.
- Север в душе моей. — Петрозаводск, 1986. — 151 с., ил.
- Закон дороги: Повести. — Петрозаводск, 1987. — 237 с.